# Гайчаев, Рамзес Лобазанович
Рамзес Лобазанович Гайчаев (Гойчаев) (род. 1975, Шелковская, Чечено-Ингушская АССР, РСФСР, СССР) — российский массовый убийца, насильник, бандит, разбойник, грабитель и истязатель чеченского происхождения. При пособничестве четырёх сообщников в составе вооружённой банды он ограбил, изнасиловал и убил по меньшей мере 10 человек в чеченской станице Червлённая и городе Пятигорске Ставропольского края в период с 1997 по 1999 годы.
Учитывая тяжесть преступлений и факт того, что все жертвы являлись этническими русскими, сторона обвинения запрашивала привлечь Гайчаева и его ближайшего пособника Рустама Халидова к уголовной ответственности по обвинению в геноциде русского населения, что послужило первым прецедентом в современной российской судебной практике. В конечном итоге обвинения в геноциде были сняты, а Гайчаев был признан виновным по всем пунктам и приговорён к пожизненному заключению в связи с наложенным на неё мораторием.

## Биография

### Происхождение
Рамзес Гайчаев родился в 1975 году в станице Шелковская в этнической чеченской семье. Достоверной информации о его детстве и жизни до преступлений нет.

### Преступления
Приблизительно в 1997 году Гайчаев организовал и возглавил банду, куда также вошли четыре земляка Гайчаева — Рустам Халидов, братья Ризван и Харат Магомадовы и Джабраил Эспиров. Впоследствии они совершали дерзкие ограбления и разбойные нападения в соседней станице Червлённая. Бандиты преимущественно нападали на русских — неясно, были ли эти нападения обусловлены ненавистью боевиков к русскому населению или боязнью возмездия со стороны родственников потенциальных чеченских жертв.
C ноября 1997 года по апрель 1999 года Гайчаев вместе с другими членами своей банды ограбил, изнасиловал и убил по меньшей мере 10 человек в чеченской станице Червлённая и в соседнем городе Пятигорске Ставропольского края. Преступления посеяли панику среди русского населения, поскольку убийцы чрезвычайно жестоко расправлялись со своими жертвами, не жалея даже детей и стариков. Их образ действия составлял проникновение в жилище и захват находившихся в доме в заложники, после чего Гайчаев и Халидов насиловали женщин на глазах у других членов семьи, затем убивали их различными способами. Например, в одном эпизоде бандиты ворвались в дом семьи Земляковых и после изнасилования матери на глазах всей семьи, Гайчаев — единственный член банды, участие в убийствах которого было неопровержимо доказано — зарубил Елену Землякову топором, потом задушил отца Землякова и жестоко истязал их 10-летнего сына, в результате ребёнок скончался от полученных во время пыток травм. Исключения составляли поздние убийства, когда банда ворвалась в дом директора и преподавателя местной школы-интерната Якимочкина, которого Гайчаев застрелил из автомата вместе с его женой. Украв деньги и алкоголь, боевики скрылись с места преступления.

### Арест, следствие и суд
В 1998 году Гайчаев и Халидов были арестованы чеченскими военными в связи с постановлением шариатского суда после того, как они изнасиловали и убили пожилую чеченку. Однако, когда агенты ФСБ России приблизились к населённому пункту, в котором скрывались убийцы, им удалось уйти от преследования и возобновить свои преступления. В декабре 1999 года федеральные службы в конечном итоге задержали Гайчаева и Халидова в селе Толстой-Юрт близ Грозного.
Ризван Магомадов был задержан в апреле 2001 года при проведении оперативного эксперимента в Екатеринбурге, где он вместе с несколькими гражданами Таджикистана возглавлял местную наркомафию, занимающуюся контрабандой героина.
В СМИ до сих пор нет никаких упоминаний о местонахождении остальных членов банды — Харата Магомадова и Джабраила Эспирова. Возможно, они всё ещё находятся на свободе.
Из всей банды только Гайчаев и Халидов предстали перед правосудием. Учитывая тяжесть содеянного, прокурор управления Генеральной прокуратуры РФ на Северном Кавказе и старший советник юстиции Мария Семисынова предложила включить в обвинительное заключение пункты обвинения в геноциде, утверждая, что целенаправленные убийства русского населения Червлённой и Пятигорска являлись наглядными примерами этнической чистки. Однако в итоге суд не признал в действиях Гайчаева этого вида преступления, так как совершённые им и его сообщниками преступления носили локальный характер. Суд исключил обвинение в геноциде, поскольку не располагал информацией о том, что Гайчаев или его сообщники были боевиками и действовали больше в корыстных целях. Когда само обвинение в геноциде было предъявлено и озвучено, Гайчаев заявил, что он «не сделал ничего плохого, а просто убивал русских». Если бы суд учёл довод стороны обвинения, Гайчаев мог стать первым человеком в судебной истории России, осуждённым по статье 357 УК РФ («Геноцид»). При предварительном следствии Гайчаев содержался в СИЗО-2 УФСИН России по Чеченской Республике.
18 апреля 2001 года Гайчаев был признан виновным по всем пунктам обвинения, а Халидов — только по эпизодам изнасилований и разбоя. В тот же день выездная сессия Ставропольского краевого суда приговорила Рамзеса Гайчаева к пожизненному лишению свободы и Рустама Халидова к 7 годам тюремного заключения. Также они были обязаны выплатить денежную компенсацию семьям погибших. Кроме того, оба отказались выступать на суде с последним словом и общаться со СМИ до и после оглашения приговора.
По состоянию на ноябрь 2022 года Гайчаев был жив и продолжал отбывать наказание в исправительной колонии особого режима № 6 УФСИН России по Оренбургской области в городе Соль-Илецк, более известной как «Чёрный дельфин». Судьба Халидова и других членов банды неизвестна.